# Чопра, Мира
Мира Чопра (хинди मीरा चोपड़ा, англ. Meera Chopra; 8 июля 1983 года, Дели, Индия), также известная как Нила — индийская модель и актриса, снимающаяся в фильмах на тамильском языке, телугу и хинди.

## Биография
Родилась в пенджабской семье среднего класса, в Дели. Её отец занимается производством электротехнических товаров, её мать — домохозяйка. У Миры есть родные сестра и брат. Её троюродные сёстры Приянка Чопра и Паринити Чопра заняты в киноиндустрии Болливуда. Мира окончила Saginaw Valley State University в Мичигане. После обучения некоторое время работала в Нью-Йорке, затем вернулась в Индию и работала стажером в NDTV. В 2010 году начала карьеру модели.
С. Дж. Сурья увидел её фотографии в журнале и пригласил на роль с своем фильме на тамильском языке Anbe Aaruyire (2005). В нём она сыграла Мадху — богатую и своевольную девушку, состоящую в отношениях с темпераментным и ревнивым парнем. Критики благосклонно отнеслись к её дебюту. Sify назвал её «обезоруживающе обаятельной и перспективной», а IndiaGlitz заметил, что она смогла проявить «как изящество, так и мужество». Фильм стал хитом, и ей стали поступать другие предложения. В следующем году вышел её первый фильм на телугу Bangaram, главную роль в котором сыграл популярный телужский актёр Паван Кальян. Мира сыграла девушку, которой герой помогает выйти замуж за возлюбленного, а не за подобранного родителями жениха. Критики дали фильму низкую оценку, работа Миры получила противоречивые отзывы. Sify считает, что её игра была сносной, IndiaGlitz написал, что она «смотрелась мило и убедительно, показывая проблески актёрского таланта».
Затем последовало несколько фильмов на тамильском языке: Jambhavan (2006), который она едва не покинула из-за ссоры с производителями, Lee, где она хорошо показала себя в комедийных эпизодах, Marudhamalai (2007) и «Бешеный бык» (2008), где она появилась в танцевальном номере. На следующий день после релиза Бешеного быка», вышел её второй фильм на телугу Vaana, в котором она сыграла девушку, влюбившуюся в друга семьи накануне собственной свадьбы. Фильм не имел успеха в прокате и получил среднюю оценку критиков, однако работа Миры была названа хорошей. В этом же году Мира попробовала себя в киноиндустрии на языке каннада, сыграв главную женскую роль в фильме Arjun.
В 2009 году Мира снялась во второстепенной роли в тамильском фильме Jaganmohini. Её героиня — Азхагу Начияр — принцесса, выбранная в жены главному герою вопреки его воле. IndiaGlitz похвалила её старания, но заметила, что пение религиозных гимнов, одетой в короткое сари, лишает её персонажа убедительности.
Фильмы на южно-индийских языках, которыми она не владела в совершенстве, не приносили ей должного удовлетворения, и она решила попытать счастья в индустрии фильмов на хинди. Викрам Бхатт предложил ей роль в своем фильме 1920 London. Но до его премьеры на экраны вышла комедия Gang of Ghosts, контракт на участие в котором она подписала позже.
Кинокритики единодушно дали фильму низкую оценку, а Миру назвали неубедительной и видимо не отрепетировавшей роль.
В свою очередь роль робкой и беспомощной жены члена королевской семьи в 1920 London в одних отзывах была названа исполненной с блеском, в то время как в других отмечалось, что актриса не дотягивает до уровня своей двоюродной сестры Приянки и нуждается в работе над умением показывать эмоции.

## Фильмография
| Год  |   | Русское название    | Оригинальное название       | Роль                                                    |
| ---- | - | ------------------- | --------------------------- | ------------------------------------------------------- |
| 2005 | ф |                     | Anbe Aaruyire (там.)        | Мадху                                                   |
| 2006 | ф |                     | Bangaram (тел.)             | Сандхия Редди                                           |
| 2007 | ф |                     | Jambhavan (там.)            | Эзхиль                                                  |
| 2007 | ф |                     | Lee (там.)                  | Челламмаль                                              |
| 2008 | ф |                     | Marudhamalai (там.)         | Мира                                                    |
| 2008 | ф | Бешеный бык         | Kaalai (там.)               | Специально приглашённый гость в песне «Guththa Lakkadi» |
| 2008 | ф | Дождь               | Vaana (тел.)                | Нандини Чаудри                                          |
| 2008 | ф |                     | Arjun (канн.)               | девушка Арджуна                                         |
| 2009 | ф |                     | Jaganmohini (там.)          | Азхагу Начияр                                           |
| 2011 | ф | Мааро: Непреклонный | Maaro (тел.)                | Прия                                                    |
| 2013 | ф | Любовная история    | Greeku Veerudu (тел.)       | Майя                                                    |
| 2014 | ф | Банда призраков     | Gang of Ghosts (хинди)      | Тина Чопра                                              |
| 2015 | ф |                     | Killadi (там.)              | Анджали                                                 |
| 2016 | ф |                     | Mogali Puvvu (тел.) (хинди) |                                                         |
| 2016 | ф | 1920: Лондон        | 1920: London                | Шиванги                                                 |